# Chrysotimus repertus
Chrysotimus repertus är en tvåvingeart som beskrevs av Octave Parent 1932. Chrysotimus repertus ingår i släktet Chrysotimus och familjen styltflugor. Inga underarter finns listade i Catalogue of Life.